# Time Tunnel
Time Tunnel (Originaltitel The Time Tunnel) ist eine US-amerikanische Science-Fiction-Serie, von der in den Jahren 1966/67 insgesamt 30 Folgen mit einer Länge von je 48 Minuten entstanden. 1971 bis 1972 wurden 13 Folgen der Serie in der ARD ausgestrahlt. Von 1996 bis 1997 zeigte SAT.1 alle 30 Folgen in einer vollständig neu synchronisierten Fassung.
Die Serie wurde das erste Mal am 9. September 1966 auf ABC ausgestrahlt.

## Handlung
In einer geheimen Forschungsanlage unter der Wüste arbeiten die Amerikaner an der Entwicklung einer Zeitmaschine, die es ihnen erlauben soll, sowohl in die Vergangenheit als auch in die Zukunft zu reisen. Als dem Projekt „Zeittunnel“ wegen zu geringer Fortschritte die Geldmittel gestrichen werden sollen, unternimmt der Wissenschaftler Tony Newman (James Darren) einen Selbstversuch und gerät an Bord der Titanic. Zu seiner Unterstützung folgt ihm sein Kollege Doug Phillips (Robert Colbert). Zwar gelingt es im letzten Moment, die beiden Wissenschaftler von Bord zu holen, doch eine Rückkehr in die Gegenwart scheint nicht möglich zu sein.
In jeder Folge geraten Doug und Tony daher in eine andere Zeitperiode und zumeist mitten in ein reales historisches Ereignis, beispielsweise den Britisch-Amerikanischen Krieg, die Französische Revolution, den Vulkanausbruch auf Krakatau, die Landung der Alliierten oder die Dreyfus-Affäre. Sie treffen allerdings auch auf fiktive Situationen (Marsflug), mythische Gestalten (Robin Hood, Merlin) und Außerirdische. Die beiden zeitreisenden Wissenschaftler versuchen dabei, die Menschen vor den bevorstehenden Katastrophen zu warnen und ihnen zu helfen, können jedoch die historischen Ereignisse nicht ändern oder werden in Einzelfällen sogar selbst zum Auslöser derselben.
In der Gegenwart versucht das Team des Zeittunnelprojektes um General Kirk unterdessen, den Zeitreisenden in gefährlichen Situationen zu helfen oder sie in eine andere, allerdings nicht bestimmbare, Zeit zu transferieren.

## Episodenübersicht
| Nr. | Originaltitel                  | US-Erstausstrahlung bei ABC | ARD-Titel / SAT.1-Titel                                            | Erstausstrahlung: ARD-Fassung / SAT.1-Fassung | Regie                       | Drehbuch                                                                                       | Ankunft der Zeitreisenden / Ankunftsort / Historischer Bezug                             |
| --- | ------------------------------ | --------------------------- | ------------------------------------------------------------------ | --------------------------------------------- | --------------------------- | ---------------------------------------------------------------------------------------------- | ---------------------------------------------------------------------------------------- |
| 01. | Rendezvous with Yesterday      | 9. Sep. 1966                | Wiedersehen mit der Vergangenheit Rendezvous mit der Vergangenheit | 19. Jun. 1971 23. Nov. 1996                   | Irwin Allen                 | Harold Jack Bloom & Shimon Wincelberg Idee: Irwin Allen, Shimon Wincelberg & Harold Jack Bloom | 14. Apr. 1912 Titanic Untergang der Titanic                                              |
| 02. | One Way to the Moon            | 16. Sep. 1966               | Im All wartet der Tod Einfache Fahrt zum Mond                      | 11. Sep. 1971 7. Dez. 1996                    | Harry Harris                | William Welch                                                                                  | 1978 (SAT.1-Fassung: 1998) Raumschiff zum Mars, Mond                                     |
| 03. | End of the World               | 23. Sep. 1966               | (nicht bei ARD gesendet) Das Ende der Welt                         | keine 30. Nov. 1996                           | Sobey Martin                | Peter Germano & William Welch Idee: William Welch                                              | 21. Mai 1910 Bergbaugemeinde Halleyscher Komet                                           |
| 04. | The Day the Sky Fell In        | 30. Sep. 1966               | (nicht bei ARD gesendet) Am Tag, als der Himmel sich entlud        | keine 27. Dez. 1996                           | William Hale                | Ellis St. Joseph                                                                               | 6. Dez. 1941 Honolulu, Hawaii Angriff auf Pearl Harbor                                   |
| 05. | The Last Patrol                | 7. Okt. 1966                | (nicht bei ARD gesendet) Die letzte Patrouille                     | keine 28. Dez. 1996                           | Sobey Martin                | Wanda Duncan & Bob Duncan                                                                      | 6. Jan. 1815 bei New Orleans, Louisiana Schlacht von New Orleans                         |
| 06. | Crack of Doom                  | 14. Okt. 1966               | Neun Stunden Frist Der Tag des Verderbens                          | 31. Jul. 1971 30. Dez. 1996                   | William Hale                | William Welch                                                                                  | 27. Aug. 1883 Krakatau, Niederländisch-Indien Zerstörung von Krakatau                    |
| 07. | Revenge of the Gods            | 21. Okt. 1966               | Das trojanische Pferd Die Rache der Götter                         | 17. Jul. 1971 14. Dez. 1996                   | Nathan Juran & Sobey Martin | Allan Balter & William Read Woodfield                                                          | 23. Apr. 1184 v. Chr. nahe Troja, Anatolien Trojanischer Krieg                           |
| 08. | Massacre                       | 28. Okt. 1966               | (nicht bei ARD gesendet) Das Massaker                              | keine 4. Jan. 1997                            | Murray Golden               | Carey Wilber                                                                                   | 24./25. Jun. 1876 Big Horn County, Montana Schlacht am Little Bighorn                    |
| 09. | Devil’s Island                 | 11. Nov. 1966               | (nicht bei ARD gesendet) Die Teufelsinsel                          | keine 18. Jan. 1997                           | Jerry Hopper                | Wanda Duncan & Bob Duncan                                                                      | 14. Mär. 1895 Teufelsinsel, Französisch-Guayana Die Dreyfus-Affäre                       |
| 10. | Reign of Terror                | 18. Nov. 1966               | (nicht bei ARD gesendet) Unter der Herrschaft des Terrors          | keine 25. Jan. 1997                           | Sobey Martin                | William Welch                                                                                  | 8. Okt. 1793 Paris, Frankreich Die Französische Revolution                               |
| 11. | Secret Weapon                  | 25. Nov. 1966               | Geheimwaffe A-13 Die Geheimwaffe                                   | 14. Aug. 1971 21. Dez. 1996                   | Sobey Martin                | Theodore Apstein                                                                               | 16. Jun. 1956 Südosteuropa                                                               |
| 12. | The Death Trap                 | 2. Dez. 1966                | (nicht bei ARD gesendet) Die Todesfalle                            | keine 1. Feb. 1997                            | William Hale                | Leonard Stadd                                                                                  | 21. Feb. 1861 Baltimore, Maryland Attentat auf Abraham Lincoln                           |
| 13. | The Alamo                      | 9. Dez. 1966                | (nicht bei ARD gesendet) Fort El Alamo                             | keine 8. Feb. 1997                            | Sobey Martin                | Wanda Duncan & Bob Duncan                                                                      | 6. Mär. 1836 Alamo, Texas Schlacht von Alamo                                             |
| 14. | Night of the Long Knives       | 16. Dez. 1966               | Die Nacht der langen Messer                                        | 28. Aug. 1971 15. Feb. 1997                   | Paul Stanley                | William Welch                                                                                  | Mitte Mai 1886 Thar-Wüste, Indien Rudyard Kipling                                        |
| 15. | Invasion                       | 23. Dez. 1966               | (nicht bei ARD gesendet) Die Invasion                              | keine 22. Feb. 1997                           | Sobey Martin                | Wanda Duncan & Bob Duncan                                                                      | 4. Jun. 1944 Cherbourg, Frankreich D-Day                                                 |
| 16. | The Revenge of Robin Hood      | 30. Dez. 1966               | Robin Hood                                                         | 11. Dez. 1971 1. Mär. 1997                    | William Hale                | Leonard Stadd                                                                                  | 14. Jun. 1215 König Johns Schloss, England Magna Carta                                   |
| 17. | Kill Two by Two                | 6. Jan. 1967                | (nicht bei ARD gesendet) Der Kamikaze-Flieger                      | keine 16. Mär. 1997                           | Herschel Daugherty          | Wanda Duncan & Bob Duncan                                                                      | 17. Feb. 1945 Minami-Iwojima, Japan Schlacht um Iwojima                                  |
| 18. | Visitors from Beyond the Stars | 13. Jan. 1967               | (nicht bei ARD gesendet) Die Außerirdischen                        | keine 8. Mär. 1997                            | Sobey Martin                | Wanda Duncan & Bob Duncan                                                                      | 1885 im Weltraum über dem Arizona-Territorium                                            |
| 19. | The Ghost of Nero              | 20. Jan. 1967               | (nicht bei ARD gesendet) Kaiser Neros Geist                        | keine 22. Mär. 1997                           | Sobey Martin                | Leonard Stadd                                                                                  | 23. Okt. 1915 Alpen, Norditalien Gebirgskrieg 1915–1918                                  |
| 20. | The Walls of Jericho           | 27. Jan. 1967               | Die Mauern von Jericho                                             | 4. Dez. 1971 5. Apr. 1997                     | Nathan Juran                | Ellis St. Joseph                                                                               | spätes Bronzezeitalter nahe Jericho Der biblische Fall Jerichos                          |
| 21. | Idol of Death                  | 3. Feb. 1967                | (nicht bei ARD gesendet) Die Goldmaske der Azteken                 | keine 12. Apr. 1997                           | Sobey Martin                | Wanda Duncan & Bob Duncan                                                                      | 12. Okt. 1519 nahe Veracruz, Mexiko Hernán Cortés bei den Azteken                        |
| 22. | Billy the Kid                  | 10. Feb. 1967               | Billy the Kid                                                      | 2. Okt. 1971 19. Apr. 1997                    | Nathan Juran                | William Welch                                                                                  | 23. Apr. 1881 Lincoln, New Mexico Pat Garrett und Billy the Kid                          |
| 23. | Pirates of Deadman’s Island    | 17. Feb. 1967               | Die Piraten der Toteninsel Die Piraten von der Barbarenküste       | 6. Nov. 1971 11. Jan. 1997                    | Sobey Martin                | Barney Slater                                                                                  | 9. Apr. 1805 Barbarenküste, Nordafrika Amerikanisch-Tripolitanischer Krieg               |
| 24. | Chase Through Time             | 24. Feb. 1967               | Die Jagd durch die Zeit Jagd durch die Zeiten                      | 8. Jan. 1972 26. Apr. 1997                    | Sobey Martin                | Carey Wilber                                                                                   | 1547 – Grand Canyon 1 Mio. n. Chr. – Zukunftsstadt 1 Mio. v. Chr. – Tropischer Regenwald |
| 25. | The Death Merchant             | 3. Mär. 1967                | (nicht bei ARD gesendet) Händler des Todes                         | keine 3. Mai 1997                             | Nathan Juran                | Wanda Duncan & Bob Duncan                                                                      | 2. Jul. 1863 Adams County, Pennsylvania Schlacht von Gettysburg                          |
| 26. | Attack of the Barbarians       | 10. Mär. 1967               | Der Angriff der Mongolen Die Erben des Dschingis Khan              | 27. Nov. 1971 10. Mai 1997                    | Sobey Martin                | Robert Hamner                                                                                  | 1287 Ostasien Begegnung mit Marco Polo                                                   |
| 27. | Merlin the Magician            | 17. Mär. 1967               | (nicht bei ARD gesendet) Der Zauberer Merlin                       | keine 24. Mai 1997                            | Harry Harris                | William Welch                                                                                  | 544 Cornwall, England Begegnung mit König Artus                                          |
| 28. | The Kidnappers                 | 24. Mär. 1967               | (nicht bei ARD gesendet) Die Entseelten                            | keine 17. Mai 1997                            | Sobey Martin                | William Welch                                                                                  | 8433 Planet im Orbit von Canopus                                                         |
| 29. | Raiders from Outer Space       | 31. Mär. 1967               | (nicht bei ARD gesendet) Die Zerstörung der Welt                   | keine 31. Mai 1997                            | Nathan Juran                | Wanda Duncan & Bob Duncan                                                                      | 2. Nov. 1883 nahe Khartum, Sudan Belagerung von Khartum                                  |
| 30. | Town of Terror                 | 7. Apr. 1967                | Stadt des Schreckens                                               | 16. Okt. 1971 7. Jun. 1997                    | Herschel Daugherty          | Carey Wilber                                                                                   | 10. Sep. 1978 fiktionale Stadt Cliffport, Maine                                          |

Anmerkungen:
1. ↑  Angegeben sind die Daten der deutschlandweiten Erstausstrahlung der Neusynchronisation auf SAT.1. Erstmals gezeigt wurde diese Fassung allerdings bereits 1993/94 auf TV München; jedoch nur im Großraum München.

## Fernsehfilme
| Nr. | englischer Titel           | Episoden |
| --- | -------------------------- | --- |
| 1.  | Raiders from Outer Space   | Episode 1 Rendezvous with Yesterday, Episode 28 The Kidnappers und Episode 2 One Way to the Moon                 |
| 2.  | Aliens from Another Planet | Episode 1 Rendezvous with Yesterday, Episode 24 Chase Through Time und Episode 18 Visitors from Beyond the Stars |
| 3.  | Old Legends Never Die      | Episode 1 Rendezvous with Yesterday, Episode 27 Merlin the Magician und Episode 16 The Revenge of Robin Hood     |
| 4.  | Revenge of the Gods        | Episode 1 Rendezvous with Yesterday, Episode 7 Revenge of the Gods und Episode 20 The Walls of Jericho           |
| 5.  | Kill or Be Killed          | Episode 1 Rendezvous with Yesterday, Episode 17 Kill Two by Two und Episode 4 The Day the Sky Fell In            |

Im Jahr 1981 wurden, ähnlich wie bei Mondbasis Alpha 1 und UFO, mehrere Episoden zu Spielfilmen zusammengeschnitten (siehe Kompilationsfilm). Eine deutsche Fassung dieser Filme existiert nicht.

## Produktion
Inspiriert wurde Irwin Allen durch das Buch Time Tunnel (Unternehmen Zeittunnel bzw. Der Tunnel in die Vergangenheit) des Science-Fiction-Autors Murray Leinster. Ähnlichkeiten bestehen außerdem zur Serie Doctor Who, die seit 1963 zu sehen war. Produziert wurde die Serie von 20th Century Fox Television für den US-amerikanischen Sender ABC. Da Allen auf das Archiv der Produktionsfirma zugreifen konnte, war es ihm möglich, die Serie kostengünstig zu produzieren, da er Ausschnitte aus alten Filmen zur Darstellung der unterschiedlichen Epochen nutzen konnte. So nutze er beispielsweise Szenen aus dem Film Der Untergang der Titanic von 1953 für den Pilotfilm, Aufnahmen und Kostüme aus dem Spielfilm Endstation Mond für die zweite Episode Einfache Fahrt zum Mond, und die Dinosaurier aus der Episode Jagd durch die Zeit wurden Allens Film Versunkene Welt entnommen. Die Serie wurde mit geringem Budget verwirklicht, sodass man auch häufig die gleichen Requisiten und Dekorationen verwenden musste und auch auf den Fundus der ebenfalls von Allen produzierten Serie Lost in Space zurückgriff. Auch Musik wurde wiederverwendet: So stammen große Teile der Filmmusik der Episode Kaiser Neros Geist aus den Filmen Die Reise zum Mittelpunkt der Erde (1959) und Der Tag, an dem die Erde stillstand (1951) von Bernard Herrmann.
Allen bestand darauf, dass es sich bei Time Tunnel um eine Actionserie handelt und längere, gar philosophische Dialoge zu vermeiden sind. So strich er beispielsweise einen Dialog, in dem Doug und Tony sich betroffen zeigen, dass sie Abraham Lincoln nicht vor dem Mord an ihm warnen dürfen (Ep. 12 Die Todesfalle).
Die Serie wurde ab dem 9. September 1966 auf ABC ausgestrahlt. Unabhängig davon startete einen Tag zuvor auf NBC die Science-Fiction-Serie Raumschiff Enterprise. Obwohl eine zweite Staffel geplant war und Time Tunnel durchaus gute Kritiken erhielt, entschied das neue Management von ABC, die Zeitreise-Serie nicht fortzusetzen. Als Grund dafür werden geringe Quoten und eine Neuausrichtung des Senders genannt.

## Synchronisation
13 Episoden wurden ab 1971 im Auftrag des NDR in den Alster Studios in Hamburg synchronisiert und im ersten Programm der ARD gesendet. Die Dialoge schrieb für die meisten Folgen John Pauls-Harding, der auch Regie führte. Der Vorname von Doug Philips wurde in dieser Fassung in Dan geändert. Diese deutsche Fassung wurde von Studio Hamburg in einer Box mit vier DVDs veröffentlicht.
1993 wurde die Serie von Studio Hamburg komplett neu synchronisiert. Das Dialogbuch schrieb Eberhard Storeck und Regie führte Michael Grimm. Diese Fassung lief von 1993 bis 1994 zunächst beim Lokalsender TV München, bevor sie dann 1996/97 deutschlandweit erstmals auf SAT.1 gezeigt wurde. Die Neusynchronisation erschien in vier Sets mit je zwei bzw. vier DVDs bei Marketing Film bzw. Laser Paradies.
| Rolle         | Schauspieler   | Synchronsprecher (ARD)                | Synchronsprecher (SAT.1) |
| ------------- | -------------- | ------------------------------------- | ------------------------ |
| Tony Newman   | James Darren   | Peter Kirchberger                     | Gernot Endemann          |
| Doug Philips  | Robert Colbert | Horst Stark (Rollenname: Dan Philips) | Edgar Hoppe              |
| Heywood Kirk  | Whit Bissell   | Helmo Kindermann                      | Harald Halgardt          |
| Raymond Swain | John Zaremba   | Günther Jerschke                      | Franz Rudnick            |
| Ann MacGregor | Lee Meriwether | Renate Pichler                        | Brita Subklew            |
| Jerry         | Sam Groom      | Christoph Bantzer                     | Walter Wigand            |
| Jiggs         | Wesley Lau     | Hans Daniel                           | Joachim Richert          |
| Erzähler      | Dick Tufeld    | Sebastian Fischer                     | Peter Kirchberger        |

## Auszeichnungen
Im Jahr 1967 gewann L. B. Abbott einen Emmy für die photographischen Spezialeffekte der Serie.

## Gescheiterte Neuauflagen

### Pilotfilm (2002)
Im Jahr 2002 zeigte Fox Interesse an einer neuen „The-Time-Tunnel“-Fernsehserie. Der Pilotfilm wurde von 20th Century Fox, Regency Television und Irwin Allen Properties produziert. Nach dem Pilotfilm gab FOX die Serie nicht in Auftrag.
Doug Phillips (David Conrad) ist der Hauptcharakter, und Tony Newman ist nun Toni (Antonia) Newman, also eine Frau. Der Pilotfilm spielt im 21. Jahrhundert in einer düsteren Parallelwelt, in der u. a. die Sowjetunion die erste erfolgreiche Mondlandung durchführte und New Jersey nicht mehr zur USA gehört. Durch ein fehlgeschlagenes Energieforschungsexperiment wird ein Zeitsturm verursacht, der außer Kontrolle zu geraten droht, mit gravierenden Folgen für Vergangenheit, Gegenwart und Zukunft. Das Ende des Sturms führt nach Deutschland, in die Zeit des Zweiten Weltkriegs, wo Doug und Toni auch eine Person aus dem Jahr 1546 finden. Während der Mission trifft Doug seinen Großvater, der im Krieg getötet wurde.
Der nicht gesendete Pilotfilm ist in den USA, in England und in Frankreich als Bonus-Material auf DVD zur klassischen „The Time Tunnel“-Fernsehserie beigefügt. In Deutschland wurde er nicht veröffentlicht.

### Zweite geplante Neuauflage (2005)
Der Sender Sci Fi Channel kündigte am 13. April 2005 eine neue „The Time Tunnel“-Fernsehserie an. Die Fernsehserie sollte 2006/2007 starten. Kevin Burns und Jon Jashni (zwei Produzenten der Version von 2002) arbeiteten zusammen mit Irwin Allens Frau Sheila am Projekt. John Turman (Hulk) schrieb das Drehbuch für den neuen Pilotfilm. Das Projekt wurde danach eingestellt.